# Château Léoville Barton
Ne doit pas être confondu avec Château Léoville Las Cases ou Château Léoville Poyferré.
Le château Léoville Barton, est un domaine viticole situé à Saint-Julien-Beychevelle en Gironde. En AOC saint-julien, il est classé deuxième grand cru au classement de 1855. Le domaine comprend 47 hectares en vigne.

## Histoire du domaine

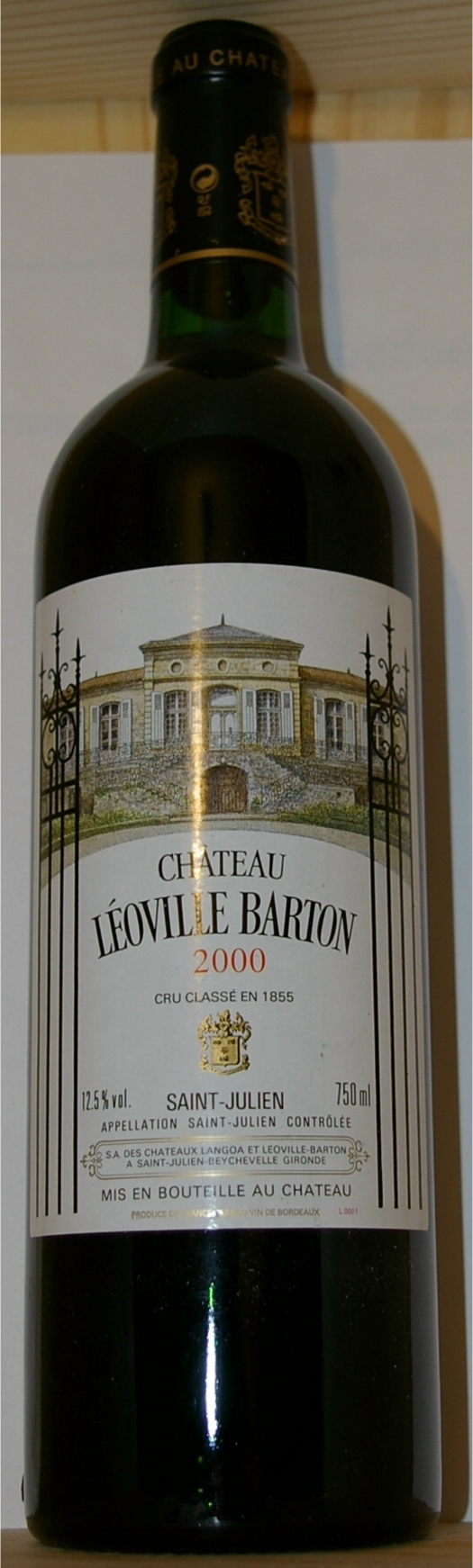
Léoville Barton 2000

Le domaine de Léoville formait jusqu'au XIXe siècle un des plus vastes et des plus anciens crus du Médoc. Il s'étendait du vignoble de Château Beychevelle jusqu'au Château Latour à Pauillac. Il a été divisé en trois parties :
- Château Léoville Las Cases
- Château Léoville Barton
- Château Léoville Poyferré

Le Château Léoville Barton apparait en 1826, lorsque l'irlandais Hugh Barton achète une partie du vignoble de Léoville.
Jusqu'à aujourd'hui, Château Léoville Barton et Château Langoa Barton sont restés la propriété de la famille Barton. Actuellement, Anthony Barton et sa fille Lilian en assurent la gestion.

## Terroir
Le vignoble de Château Léoville Barton présente un encépagement comme suit:
- 72 % cabernet-sauvignon
- 20 % merlot
- 8 % cabernet franc

## Vins
Le vin séjourne 18 à 20 mois dans des barriques de chêne en moyennes neuves à 60 %.